# Kent (Iowa)
Kent és una població dels Estats Units a l'estat d'Iowa. Segons el cens del 2000 tenia 52 habitants.

## Demografia
Segons el cens del 2000, Kent tenia 52 habitants, 23 habitatges, i 14 famílies. La densitat de població era de 77,2 habitants/km².
Dels 23 habitatges en un 21,7% hi vivien nens de menys de 18 anys, en un 47,8% hi vivien parelles casades, en un 0% dones solteres, i en un 39,1% no eren unitats familiars. En el 30,4% dels habitatges hi vivien persones soles el 8,7% de les quals corresponia a persones de 65 anys o més que vivien soles. El nombre mitjà de persones vivint en cada habitatge era de 2,26 i el nombre mitjà de persones que vivien en cada família era de 2,64.
Per edats la població es repartia de la següent manera: un 17,3% tenia menys de 18 anys, un 9,6% entre 18 i 24, un 32,7% entre 25 i 44, un 28,8% de 45 a 60 i un 11,5% 65 anys o més.
L'edat mediana era de 42 anys. Per cada 100 dones de 18 o més anys hi havia 126,3 homes.
La renda mediana per habitatge era de 27.917 $ i la renda mediana per família de 22.188 $. Els homes tenien una renda mediana de 23.125 $ mentre que les dones 26.250 $. La renda per capita de la població era de 13.529 $. Entorn del 18,2% de les famílies i el 17,1% de la població estaven per davall del llindar de pobresa.

## Poblacions més properes
El següent diagrama mostra les poblacions més properes.